# Parafia Niepokalanego Serca Najświętszej Maryi Panny w Bludenz
Parafia Niepokalanego Serca Najświętszej Maryi Panny w Bludenz – parafia rzymskokatolicka, administracyjnie należąca do austriackiej diecezji Feldkirch. 